# Hiromi Akiyama

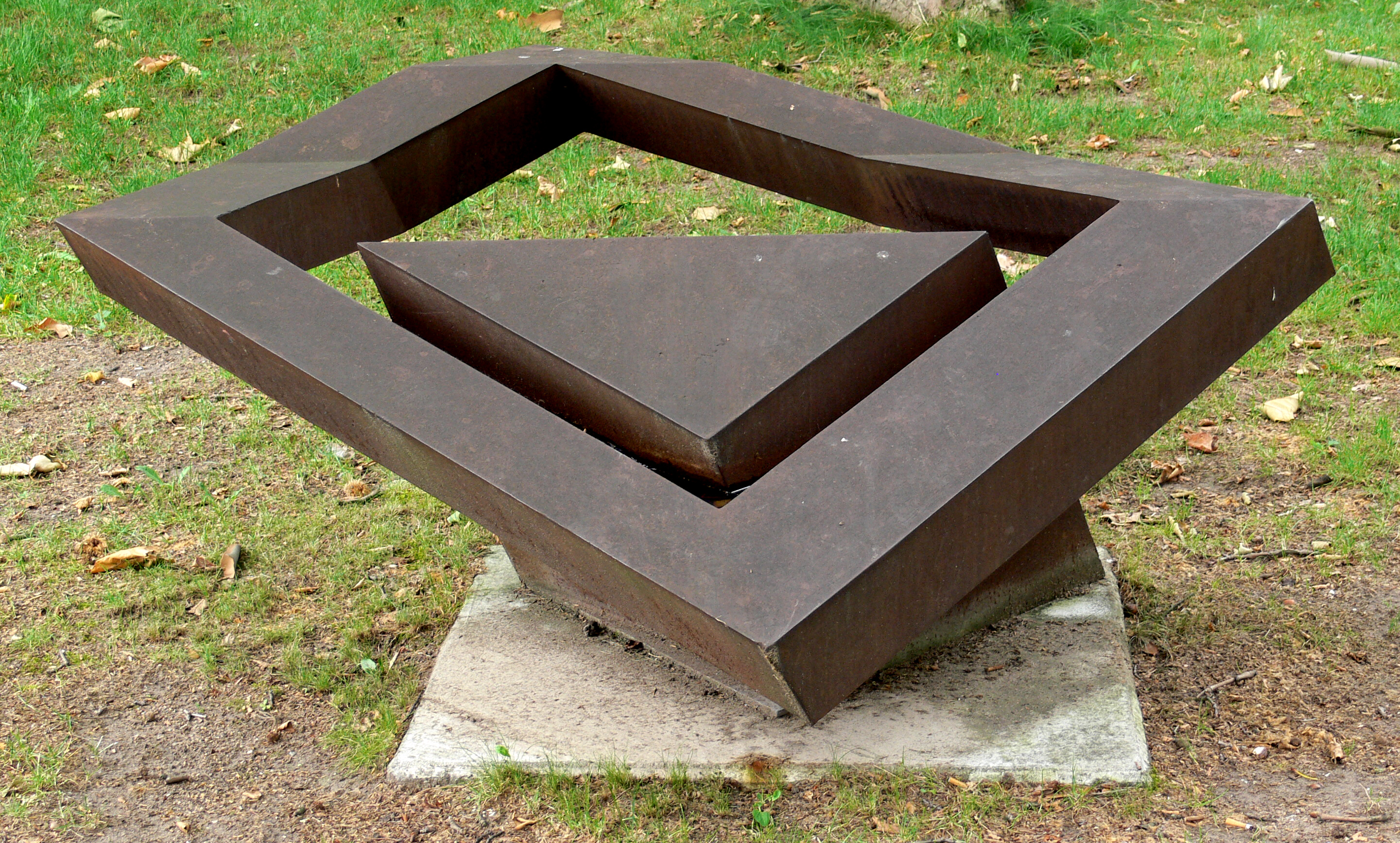
84-3-E, Verschiebung Nr. 7, 1984 (Skulpturengarten Nürnberg)

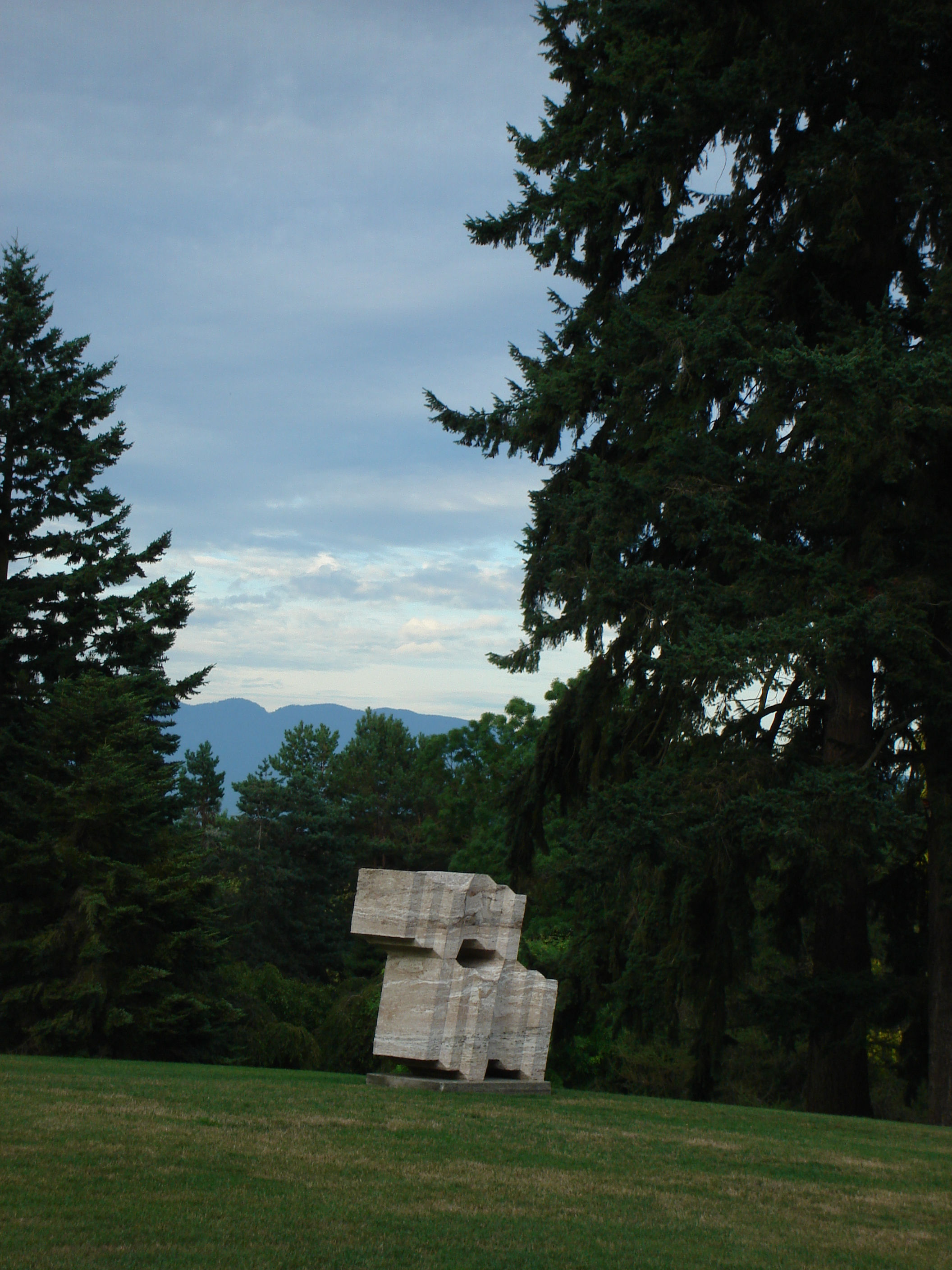
Skulptur im VanDusen Botanical Garden in Vancouver, Kanada

Hiromi Akiyama (jap. 秋山 礼巳, Akiyama Hiromi; * 29. April 1937 in Hiroshima; † 14. Februar 2012 in Rheinzabern) war ein japanischer Bildhauer.

## Leben und Werk
Er studierte von 1959 bis 1963 an der Musashino Art University in Tokio. Im Anschluss ging er im Alter von 29 Jahren nach Paris, dem damaligen Zentrum der modernen Plastik von Alexander Archipenko über Hans Arp zu Constantin Brâncuși. Er studierte dort von 1966 bis 1968 an der École Nationale des Beaux-Arts. Im Sommer 1967 nahm er am Bildhauersymposion St. Margarethen im Burgenland teil. Akiyama nahm an Bildhauersymposien in Nürnberg, St. Wendel, Rom, Wien, Bad Kreuznach, Vancouver, Lindabrunn, Hachioji und Suwa in Japan teil. 1978 übernahm er einen Lehrauftrag an der Staatlichen Akademie der Bildenden Künste Karlsruhe und wurde im Jahre 1981 zum Professor für Bildhauerei ernannt. 1983 erhielt er den Defet-Preis des Deutschen Künstlerbundes. In den 1980er Jahren nahm er an zahlreichen Kunst-am-Bau-Wettbewerben teil.
In den 1990er Jahren verlieh Akiyama seinen Arbeiten erstmals einen Namen. Dabei spielte er bei seinen Skulpturen mit den Innenseiten und Schatten. Dies bedeutete für ihn und er formulierte dies: „Skulptur ist der Schatten einer anderen Dimension“.
Im Alter von 65 Jahren schied Professor Hiromi Akiyama nach 24 Jahren aus der Akademie der Bildenden Künste Karlsruhe aus.

## Ausstellungen (Auswahl)
| (Quelle:) - 1965 Galerie Akiyama, Tokyo - 1972 Galerie Defet, Nürnberg - 1973 Galerie St.Johann, Saarbrücken - 1977 Galerie Appel und Fertsch, Frankfurt - 1985 Gesellschaft der Freunde Junger Kunst Baden-Baden - 1986 Heidelberger Kunstverein - 1987 Kunstverein Wilhelmshöhe Ettlingen - 1990 Galerie Rieker, Heilbronn - 1994 Gallery Seiho, Tokyo - 1994 Gallery Suzukawa, Hiroshima/Japan - 1996 Kunstverein Speyer (mit Franz Bernhard) - 1997 Städtische Museen Heilbronn - 1998 ForumKultur der Kreissparkasse Hannover - 1999 Städtische Galerie Karlsruhe | (Quelle:) - 1962–65 Nika und Kan, Tokyo - 1966 7. Biennale Tokyo - 1966–67 Salon de la Jeune Sculpture, Paris - 1968 Danuvius-Biennale Bratislava - 1972 Japanische Künstler, National Museum of Modern Art, Tokyo - Japanische Künstler, National Museum of Modern Art, Kyoto - 1973 Gallery d’Eendt, Amsterdam - 1977 Steinbildhauer in Europa, Modern Art Gallery, Wien - 1978 1. Europäische Bildhauer-Triennale Paris - 1982 Stein Kunsthaus Zug/Schweiz - 1983 Deutsche Bildhauer der Gegenwart, Kunstverein Augsburg - Japanische Bildhauer in Deutschland, Skulpturenpark Seestern, Düsseldorf - 1990 Plastik der 80-er Jahre im Südwesten, Villa Merkel Esslingen - Europäisches Patentamt München - 1994 Japanische Künstler in Europa, Gl.Holtegaard Museum, Holte - 1996 Contemporary Art Museum Hiroshima/Japan |

## Werke in Öffentlichen Sammlungen (Auswahl)
- Straße der Skulpturen, St. Wendel
- Skulpturengarten des Neuen Museum Nürnberg, Nürnberg
- VanDusen Botanical Garden, Vancouver, Kanada
- Sammlung zeitgenössischer Kunst der Bundesrepublik Deutschland, Bonn
- Hakone-Open-Air-Museum, Japan
- Hiroshima Contemporary Art Museum, Japan
- Hiroshima, Jimmy Carter Civic Center, Japan
- Kawasaki-City, Japan
- Berlin-Marienfelde, Bundesgesundheitsamt
- Nationalmuseum Bratislava, Slowakei
- Universität Karlsruhe
- Kepler-Universität Linz, Österreich
- Universität Kaiserslautern
- Städtische Galerie Karlsruhe

## Studenten von Akiyama
- Bernd Hennig
- Hans Michael Franke
- Gerhard Roese
- Holger Walter
- Max Kohn

## Symposien
- 1967 St.Margarethen/Österreich
- 1968 Vyzne-Ruzbachy/ČSSR
- 1969 Oggelshausen am Federsee
- 1970 Mauthausen/Österreich
- 1971 Urbanum, Nürnberg
- St. Wendel
- 1972 Exercitium Rom/Italien
- 1974 Stephansplatz Wien/Österreich
- 1975 Bad Kreuznach
- Vancouver/Kanada
- 1976 Lindabrunn/Österreich
- 1978 Hachioji/Japan
- Suwa/Japan
- 1980 Lahr
- 1981 Skulpturenstraße St.Wendel
- 1982 Universität Kaiserslautern
- 1983 Kawasaki/Japan
- 1986 Gaggenau[7]